# Bernard Dematteis
Bernard Dematteis (Sampeyre, 24 maggio 1986) è un fondista di corsa in montagna italiano.
Nato e cresciuto nel cuore della Valle Varaita (CN), ha cominciato a dominare la scena nazionale da giovanissimo, anche nel cross, dove vince un titolo italiano da junior (Cinque Mulini 2004) e veste la maglia azzurra tra gli under 23.
Tesserato per la Corrintime, è fratello gemello di Martin Dematteis.

## Record
Detiene la miglior prestazione del Km verticale "senza l'ausilio di bastoni" con il tempo di 30:27 ottenuto vincendo il 15 luglio i campionati italiani 2013 a Chiavenna. Sul medesimo tracciato erano stati stabiliti anche i due precedenti record, sempre da Bernard in 30:55 nel 2012 e dal fratello Martin in 31:01 nel 2010.
Detiene il record ufficiale di scalata del Monviso stabilito l'8 settembre 2017. Partendo dal Pian del Re ha fatto i 1.800 m di dislivello della via normale impiegando un tempo di 1 ora 40 minuti e 47 secondi, laddove un alpinista medio impiega non meno di 6 ore. Nell'impresa è stato accompagnato dal fratello Martin Dematteis che è arrivato alcuni minuti dopo.

## Palmarès
- 10 maglie azzurre (3 nel cross e 7 nella corsa in montagna)
- 2004

Mondiali di cross Bruxelles (Belgio)
Mondiali di corsa in montagna Sauze d’Oulx (5ºjunior, 1ºeuropeo, 3ªItalia)
- 2005

Mondiali di cross Saint-Étienne (Francia)
Mondiali di corsa in montagna Wellington (Nuova Zelanda) (5ºjunior, 2ªItalia)
- 2008

Argento Europeo Senior di corsa in montagna Zell am Harmersbach (Germania)
4º Mondiali Senior di corsa in montagna Crans Montana (Svizzera), Oro Italia Senior/m.
15º Campionato di Cross Under 23 Bruxelles (Belgio); 3º Italiano, Argento Italia a nazioni Under 23
- 2009

20º Europeo di corsa in montagna Telfes (Svizzera), Oro Italia a nazioni
4º Mondiali di corsa in montagna Campodolcino, Argento Italia
2º Europeo di corsa in montagna Sapareva Banya (Bulgaria), Italia oro a squadre
- 2010

22ª Ed. Memorial Partigiani Stellina Valsusa
Campionati italiani di corsa in montagna
- 2013

Campione europeo di corsa in montagna
Campione italiano Km Verticale
5º ai mondiali di corsa in montagna e 1º europeo, argento a nazioni.
- 2018

Campione europeo di corsa in montagna [4]